# Arrêt Société de Groot en Slot Allium BV et Bejo Zaden BV
L'arrêt Société de Groot en Slot Allium BV et Bejo Zaden BV est une décision du Conseil d'État français du 11 décembre 2006.
La décision intervient dans le conflit qui oppose les producteurs d'échalotes français et néerlandais, surnommé « guerre de l'échalote » : le Conseil d'État juge que l'arrêté interministériel du 17 mai 1990, qui interdit de commercialiser en France des produits issus de semences sous le nom d'échalote, est contraire à la libre circulation des marchandises garantie par l'article 28 du Traité sur la Communauté européenne.
Sur le plan juridique, le principal apport de cet arrêt concerne l'étendue de la compétence de la Cour de justice de l'Union européenne en matière de renvoi préjudiciel. Renversant sa jurisprudence antérieure issue de l'arrêt Office national interprofessionnel des céréales c/ Maïseries de la Beauce (ONIC) du 26 juillet 1985, le Conseil d'État reconnaît l'autorité entière des avis préjudiciels de la Cour de justice, y compris lorsqu'elle statue au-delà de la question posée. Il s'estime cependant compétent pour la qualification juridique des faits, contrairement à la position de la Cour de justice.

## Faits de l'espèce
La décision intervient dans le conflit qui oppose les producteurs d'échalotes français et néerlandais, surnommé la « guerre de l'échalote ». Les producteurs français, qui utilisent la méthode traditionnelle de la multiplication végétative, se sont opposés à la mise sur le marché sous le nom d'échalotes de variétés hybrides produites à partir de semences. En France, l'arrêté interministériel relatif au commerce des échalotes du 17 mai 1990 interdit la vente en France sous le nom d'échalotes de variétés issues de semences. Aux Pays-Bas, deux variétés hybrides produites à partir de semences, dénommées Ambition et Matador, ont été inscrites au catalogue néerlandais des légumes en tant qu'échalotes. De même, la Commission européenne a inscrit ces deux variétés au catalogue communautaire des variétés de légumes dans la catégorie des échalotes le 18 mars 1997.
Les sociétés De Groot En Slot Allium BV et Bejo Zaden BV souhaitent commercialiser ces produits en France. Elles ont demandé au gouvernement français l'abrogation de l'arrêté du 17 mai 1990 qui y faisait obstacle. Le gouvernement ayant refusé, elles ont saisi le Conseil d'État français pour en obtenir l'annulation. Selon elles, cet arrêté est illégal car les directives de l'Union européenne prévoient la libre circulation des produits inscrits au catalogue communautaire des variétés de légumes. Le gouvernement et les producteurs français se sont défendus en contestant cette inscription, car les mêmes directives réservent la dénomination d'échalote aux produits issus de la multiplication végétative.

## Question préjudicielle à la Cour de justice de l'Union européenne
Le 4 février 2004, le Conseil d'État pose une question préjudicielle à la Cour de justice de l'Union européenne portant sur la validité de l'inscription des variétés Ambition et Matador au catalogue communautaire des variétés de légumes dans la catégorie des échalotes.
La Cour de justice rend son jugement par un arrêt du 10 janvier 2006. Elle répond d'abord à la question posée par le Conseil d'État en confirmant que l'inscription des variétés Ambition et Matador au catalogue communautaire dans la catégorie des échalotes par la Commission européenne était invalide.
Cependant, la Cour de justice statue également ultra petita, c'est-à-dire au-delà de la question posée. Alors qu'elle était seulement saisie de la question de la validité de la décision de la Commission européenne d'inscrire les variétés Ambition et Matador au catalogue communautaire, elle évalue également la conformité de la réglementation nationale au traité. De plus, elle porte aussi une appréciation sur les éléments factuels du litige en comparant les deux types d'échalote. Ainsi, elle juge que l'arrêté ministériel du 17 mai 1990 est contraire à l'article 28 du Traité sur la Communauté européenne, qui garantit la libre circulation des marchandises. Selon la Cour de justice, les échalotes issues de semences sont très semblables aux échalotes traditionnelles, donc la différence de traitement est une atteinte injustifiée aux importations de produits néerlandais en France. Cet avis correspond à la conception des questions préjudicielles par la Cour de justice, qui reformule ou élargit fréquemment les questions qui lui sont posées par les juges nationaux.

## Décision
Dans sa décision Société de Groot en Slot Allium BV et Bejo Zaden BV rendue le 11 décembre 2006, le Conseil d'État juge explicitement qu'il est lié par l'ensemble de l'avis de la Cour de justice, et non seulement par la réponse à sa question. Il précise néanmoins qu'il reste compétent pour apprécier les éléments factuels du litige. Sur le fondement des mesures d'instruction qu'il a ordonnées, il parvient à la même conclusion que la Cour de justice et juge que l'arrêté du 17 mai 1990 est illégal.

### L'ensemble de l'avis préjudiciel de la CJUE s'impose au juge français.
Le Conseil d'État reconnaît explicitement l'autorité de l'ensemble de l'avis préjudiciel de la Cour de justice. Il s'agit du principal apport de la décision, car c'est un revirement par rapport à sa jurisprudence antérieure.
Pendant longtemps, le Conseil d'État considérait que la Cour de justice excédait son pouvoir en répondant au-delà de la question posée, et n'acceptait pas cet empiètement. Dans l'arrêt Office national interprofessionnel des céréales c/ Maïseries de la Beauce (ONIC) du 26 juillet 1985, il avait jugé que seule la réponse à la question posée était revêtue de l'autorité de la chose jugée et s'imposait à lui. Dans un rapport de 2002, il avait justifié sa position en écrivant que « conformément à la théorie générale des questions préjudicielles, le Conseil d'Etat juge que la réponse de la Cour ne s'impose au juge que dans la mesure où elle n'excède pas la question qui lui avait été soumise ».
Dans la décision Société De Groot en Slot Allium BV et Bejo Zaden BV, il renverse cette jurisprudence en acceptant explicitement l'autorité juridique de l'avis préjudiciel de la Cour de justice, même au-delà de la question posée. Il fait le choix d'affirmer solennellement ce revirement en jugeant « qu'alors même qu'elle ne faisait pas l'objet du renvoi préjudiciel, cette interprétation du traité et des actes communautaires, que la Cour était compétente pour donner en vertu du a) et du b) de l'article 234 du traité CE, s'impose au Conseil d'État ».
Deux raisons expliquent ce revirement de jurisprudence. D'une part, le rôle de la Cour de justice est d'assurer l'application uniforme du droit de l'Union européenne, ce qu'elle fait en donnant une réponse exhaustive aux questions préjudicielles, en les reformulant si nécessaire. D'autre part, la position du Conseil d'État français était isolée. La Cour de cassation française, la Cour constitutionnelle italienne et la Cour constitutionnelle allemande avaient reconnu l'autorité de l'ensemble des arrêts préjudiciels de la Cour de justice.
Ainsi, la décision ONIC était critiquée pour son « nationalisme ombrageux » qui consistait à reconnaître les moindres pouvoirs possibles à la Cour de justice. Sur le plan symbolique, la décision Société De Groot en Slot Allium marque la volonté du Conseil d'État de favoriser le dialogue des juges. Elle est un signe de « l'européanisation de la jurisprudence du Conseil d'État », c'est-à-dire son évolution vers une attitude plus favorable au droit de l'Union européenne à partir de 2006.
Le juge administratif français doit donc se conformer à l'avis de la Cour de justice, y compris lorsqu'elle se prononce sur un point qu'il n'avait pas soulevé. En l'espèce, il juge, conformément à l'avis de la Cour de justice, qu'il y a lieu d'examiner si l'arrêté du 17 mai 1990 est conforme à l'article 28 du Traité sur la Communauté européenne qui garantit la libre circulation des marchandises.

### La compétence pour qualifier les faits est réservée au juge national.
La décision Société De Groot en Slot Allium BV et Bejo Zaden BV établit une nouvelle délimitation des compétences respectives du juge national et de la Cour de justice de l'Union européenne. Le Conseil d'État s'estime lié par l'ensemble de l'avis de la Cour de justice pour l'interprétation du droit de l'Union européenne. En revanche, il reste compétent pour la qualification des faits de l'espèce : il estime qu'il revient « à la juridiction nationale, saisie au principal, éclairée par l'arrêt de la Cour, de qualifier les faits, en procédant, le cas échéant, aux investigations contradictoires qu'elle est à même d'ordonner ». Cette position diverge de celle de la Cour de justice, qui s'était prononcée sur les faits dans son avis préjudiciel. La décision est donc « une invitation respectueuse adressée à la Cour de justice afin qu'elle respecte les limites de son office ».
Le Conseil d'État procède donc lui-même à la qualification juridique des faits. Il s'agit de savoir si l'arrêté du 17 mai 1990 crée une restriction injustifiée à la libre circulation des marchandises garantie par l'article 28 du Traité sur la Communauté européenne. La Cour de justice avait conclu à l'illégalité de l'arrêté, car les échalotes de semence et les échalotes traditionnelles « présentent de fortes similitudes dans leur aspect extérieur ». Le Conseil d'État parvient à la même conclusion, mais avec une approche différente. Il considère que l'observation extérieure est insuffisante, et il s'appuie sur les « propriétés organoleptiques et gustatives » des légumes. Il conclut que les échalotes de semence présentent « des différences suffisamment réduites pour qu'elles puissent être reconnues comme appartenant à la catégorie des échalotes ». L'arrêté du 17 mai 1990 est donc jugé illégal, car il pose un obstacle injustifié à leur commercialisation. L'administration aurait pu assurer l'information des consommateurs en créant un étiquetage obligatoire qui mentionne le mode de production.
Le refus du Conseil d'État de reconnaître la compétence de la Cour de justice pour apprécier les faits de l'espèce a trois raisons. Premièrement, il est cohérent avec la position habituelle de la Cour de justice, qui se prononce rarement sur les faits. Deuxièmement, il est conforme au Traité sur la Communauté européenne, qui définit la compétence de la Cour de justice en matière de question préjudicielle. Troisièmement, il est favorable aux droits des parties, puisque le juge national peut tenir compte de leurs observations.
Ce refus n'est cependant pas énoncé trop clairement, car le Conseil d'État ne veut pas s'opposer frontalement à la Cour de justice. Il juge qu'il lui revient d'ordonner des investigations contradictoires et de qualifier les faits, mais sans affirmer qu'il est seul à pouvoir le faire. En effet, la frontière entre la compétence d'interprétation de la Cour de justice et la compétence de qualification des faits du juge national est floue. En l'espèce, la divergence n'a aucune conséquence pratique, puisque le Conseil d'État est parvenu à la même solution de que la Cour de justice. Mais il existe un risque de conflit de jurisprudence si, à l'avenir, il utilisait cette marge d'appréciation pour parvenir à une conclusion contraire au raisonnement de la Cour de justice.

## Conséquences
Le Conseil d'État déclare illégal l'arrêté du 17 mai 1990 relatif au commerce des échalotes. Il enjoint à l'administration française d'abroger cet arrêté dans un délai de deux mois. L'arrêté est abrogé le 17 janvier 2007. Il est remplacé par l'arrêté du 16 janvier 2007 relatif au commerce des échalotes, qui mentionne les deux types de variétés.

### Textes législatifs et réglementaires
1. 1 2  Arrêté du 17 mai 1990 relatif au commerce des échalotes, Journal officiel de la République française, n°127 du 2 juin 1990 page 6557, Légifrance.
2. ↑  Directive 70/458/CEE du Conseil, du 29 septembre 1970, concernant la commercialisation des semences de légumes et Directive 92/33/CEE du Conseil, du 28 avril 1992, concernant la commercialisation des plants de légumes et des matériels de multiplication de légumes autres que les semences.
3. ↑  Arrêté du 16 janvier 2007 relatif au commerce des échalotes, Journal officiel de la République française n°14 du 17 janvier 2007 page 1032, texte n°44, Légifrance.

### Jurisprudence
1. ↑  Avis préjudiciel de la Cour de Justice de l'Union européenne du 10 janvier 2006, De Groot en Slot Allium BV et Bejo Zaden BV contre Ministre de l'Économie, des Finances et de l'Industrie et Ministre de l'Agriculture, de l'Alimentation, de la Pêche et des Affaires rurales, sur EUR-Lex.
2. ↑  Conseil d'État, Assemblée, n°234560, 11 décembre 2006, sur Légifrance.
3. ↑  Conseil d'État, Section, n°42204, 26 juillet 1985, sur Légifrance.
4. ↑  Rapport sur le Conseil d'État français et le renvoi préjudiciel à la Cour de justice des Communautés européennes, Conseil d'État, 2002.
5. ↑  Cour de cassation, Chambre commerciale, n°83-12.043, 10 décembre 1985 sur Légifrance.
6. ↑  (it) Cour constitutionnelle italienne, Arrêt N°113/1985, Spa BECA, 19 avril 1985, et Arrêt n°389/89, Provincia di Bolzano, 4 juillet 1989.
7. ↑  (de) Bundesverfassungsgericht, Arrêt du 22 octobre 1986.

### Doctrine
1. 1 2 3  François SÉNERS, « La portée d'un arrêt de la Cour de justice des Communautés européennes rendu sur question préjudicielle », Conclusions sur CE Ass., 11 décembre 2006, Société De Groot En Slot Allium BV et Bejo Zaden BV, Revue française de droit administratif, 2007, pp. 372-383.
2. 1 2 3  Claire Landais et Frédéric Lenica, « Ni capitulation ni rébellion : dialogue », Actualité juridique Droit administratif, 2007, pp. 136-140.
3. 1 2 3 4 5 6  Olivier STECK, « L'arrêt De Groot et Bejo : une nouvelle illustration du dialogue des juges », Recueil Dalloz, 2007, pp. 994-999.
4. 1 2 3 4  Sébastien PLATON, « La pratique du Conseil d'État en matière de questions préjudicielles à la Cour de justice de l'Union européenne », Actualité juridique Droit administratif, 2015, p. 260.
5. 1 2  Frédéric DIEU, « Le Conseil d'Etat face à l'autorité des interprétations données par la CJCE dans le cadre d'un renvoi préjudiciel : une position délicate », Revue trimestrielle de droit européen, 2007, pp. 473-490.